# Champigny-sur-Marne
Champigny-sur-Marne es una comuna francesa situada en el  departamento de Valle del Marne, de la región de Isla de Francia.
Los habitantes se llaman Campinois y Campinoises o Campiniens y Campiniennes.

## Geografía
Está ubicada a orillas del río Marne, en las afueras (banlieue en francés) este de París.

## Demografía
| 1 434 | 1 286 | 1 210 | 1 263 | 1 434 | 1 459 | 1 533 | 1 619 | 1 610 | 2 030 | 1 944 | 2 353 | 2 190 | 2 813 | 3 084 | 3 896 | 4 624 | 5 302 | 6 655 | 8 555 | 10 426 | 13 571 | 20 289 | 27 450 | 28 883 | 30 239 | 36 903 | 57 876 | 70 419 | 80 291 | 76 176 | 79 486 | 74 237 | 75 200 | 74 909 | 76 508 |
| Para los censos de 1962 a 1999 la población legal corresponde a la población sin duplicidades (Fuente: INSEE [Consultar]) |       |       |       |       |       |       |       |       |       |       |       |       |       |       |       |       |       |       |       |        |        |        |        |        |        |        |        |        |        |        |        |        |        |        |        |

## Transportes
Champigny-sur-Marne es servido por una estación en la línea A y la estación de les Boullereaux-Champigny en la línea E del RER de la región parisina y unas líneas de autobuses de la RATP.